# Dadju
Dadju, de nombre completo Dadju Djuna Nsungula (Bobigny, Sena-Saint-Denis, 2 de mayo de 1991) es un cantante de RnB francés de origen congoleño.
Es parte de una familia de músicos: su padre Djuna Djanana era un cantante del grupo Viva La Musica de Papá Wemba y es el hermano pequeño del también conocido rapero francés Maître Gims.
Comienza su carrera en 2012 al son del dúo The Shin Sekaï junto con Abou Tall con que sacará dos mixtapes y un álbum, Indéfini, en el cual una canción tendrá el reconocimiento de sencillo de oro: Aime-moi demain.
En 2017, decide de lanzarse solo con su primer sencillo Reine, que conseguirá el título single de diamante, y sale su primer álbum, Gentleman 2.0, el 24 de noviembre.
En 2018, Dadju es elegido « Revelación francesa del año » durante los NRJ Music Awards. 

## Biografía

### Infancia y comienzos
Dadju nace el 2 de mayo de 1991 de padres congoleños en Sena Saint-Denis, en el hospital Avicena de Bobigny. Crece en Romainville. Forma parte de una banda de quince niños, de los cuales algunos son también cantantes. Dadju crece en la música desde que era pequeño, con un abuelo músico, un padre cantante en la banda Viva La Musica de Papá Wemba y una mamá que hará descubrir los cantos tradicionales africanos y religiosos. Siguiendo los pasos de su hermano mayor, decide también de lanzarse en la música. Dadju comienza la música « por accidente » acompañando regularmente su hermano Maître Gims en estudio, este último decidirá grabar una canción con le que gustará a su entorno que lo animará a lanzarse profesionalmente en la música.

### The Shin Sekaï (2012-2016)
En 2012, firma en Wati B la misma discográfica que su hermano Maître Gims, que en esa época se encontraba en su apogeo con su grupo Sexion d'Assaut. 
Una vez en la discográfica, encuentra a Abou Tall con que decidirá de hacer un grupo porque su timbre de voz coincidía muy bien con el rap de Tall.
Dadju y Abou Tall comienzan a trabajar juntos en 2012, y colgaron un vídeo en internet donde practicaban freestyle llamado Le Nouveau Monde. El nombre del grupo hace referencia al Nuevo Mundo de One Piece, manga del cual ambos cantantes eran grandes fanes. 
The Shin Sekaï sacan su primer título, Moi d'abord, en 2012 en interner. Se dieron a conocer con la canción Je reviendrai salido de su mixtape The Shin Sekai Volumen I. No obstante, su éxito no estalla hasta 2013 por su título Rêver, salido de su álbum The Shin Sekaï volumen II. Su título Du Berceau au Linceul, extraído del mismo álbum, entra en el Top 10 de las canciones en Francia. Para continuar la ascensión del grupo, The Shin Sekai decide de publicar, el 27 de junio de 2014 su clip del trozo Mis culpas extraídas de The Shin Sekaï Vuelo. 2. Después de los esfuerzos convincentes, The Shin Sekaï se desmarca de la competencia: el 22 de octubre de 2014 el grupo logra el trofeo del «mejor grupo del año» al Rastro Urban Awards.
El 25 de marzo de 2016 sacan su primer álbum Indéfini con canciones como Ma jolie, Alter Ego y Aime-Moi demain en colaboración con Gradur, que logrará el certificado sencillo de oro.

### Gentleman 2.0 (2016-2017)
Ambos artistas anuncian sobre las redes sociales hacer un parón en su carrera grupal y se lanzan en un proyecto en solitario cada uno. 
Al finalizar el 2016, Dadju saca algunas canciones  como Kitoko y Bonne en Facebook.
En 2017, Dadju publica en Instagram y luego en Youtube una serie de clips de vídeo que se titula G 2.0 Live, los cuales son unos trozos para hacer la promoción de su futuro álbum: Gentleman 2.0. El G2.0 Live #1 Reine se convierte el la parte que más gusta sus fanes, que reclaman la versión completa que sale en abril del 2017 y que rompe las estadísticas esperadas en las redes sociales y en YouTube. Gracias a este éxito, conseguirá llegar a la primera plaza de ventas en Top iTunes, hasta obtener un sencillo de diamante y más de cientos millones de vistas en febrero del 2018.
El 22 de octubre, Dadju saca la última G 2.0 Live, que anuncia la publicación de su álbum el 24 de noviembre. 
El 27 de octubre, publica el sencillo Ma fierté en colaboración con Maître Gims y Alonzo. A partir del 10 de noviembre publica una serie de videoclips, entre ellas, Intuition que sale el 10 de noviembre, Comme si de rien n'était que sale el 17 de noviembre y Seconde Chance que sale el 24 de noviembre.

### Vida privada
Dadju anuncio en Youtube, el 22 de octubre de 2017, en el vídeo de introducción de su álbum Gentleman 2.0, que se había casado el 8 de enero de 2017. Anuncia también en Instagram que había sido padre de una pequeña hija el 8 de octubre de 2017.

## Discografía
Dadju ha colaborado en varios temas con artistas famosos, incluidos su hermano Maître Gims, Niska, Vegedream, aunque también ha logrado el éxito con varias canciones propias, como Reine, Lionne o Mafuzzy Style, la cual está dedicada al jugador de la NBA hispano-congoleño Serge Ibaka. 
- 2017: Reine
- 2017: Déjà Trouvé
- 2017: J'ai dit non
- 2017: T'es pas normal
- 2017: Ma fierté (feat. Maître Gims & Alonzo)
- 2017: Intuition
- 2017: Comme si de rien n'était
- 2018: Jaloux
- 2018: Lionne
- 2018: Mafuzzy Style

### Álbum con The Shin Sekaï
- 2013: The Shin Sekaï, vol. 1
- 2014: The Shin Sekaï, vol. 2
- 2016: Indéfini

### Álbum con Wati B
- 2013: Les Chroniques du Wati Boss volumen 1
- 2014: Les Chroniques du Wati Boss volumen 2

### Apariciones
- 2012: Big Ali feat. Wati B (Dadju, Black M & Dry) - WatiBigAli
- 2013: Maître Gims feat. Dadju, Bedjik, X-Gangs - Outsider (sobre el álbum Subliminal)
- 2014: Maska feat. Dadju - J'implose (sobre el álbum Espacio #Tiempo)
- 2014: Maska feat. Dadju - Qui les a blessés ? (sobre el álbum Espacio #Tiempo)
- 2015: Maestro Gims feat. Dadju - Sin rétro (sobre el álbum Mi cœur tenía razón)
- 2015: Maestro Gims feat. Djelass, X-Gangs, Bedjik, Dadju - Mayweather (sobre el álbum Mi cœur tenía razón)
- 2016: Lefa feat. Dadju & Abou Debeing - Última parada (sobre el álbum Señor Fall)
- 2016: Maestro Gims feat. Djuna Family (Dadju, Bedjik, X-Gangs, Djelass) - Zoum Zoum
- 2016: Franglish feat. Dadju & Vegeta - Es más la hora
- 2017: Keblack feat. Dadju - Niños de África (sobre el álbum Primero Escalona)
- 2017: Abou Debeing feat. Dadju - Topado ella (sobre el álbum Debeinguerie)
- 2017: Kiff No Beat feat. Dadju - Pausa
- 2017: Barack Adama feat. Dadju - Foutaise (sobre la mixtape La Propaganda, Estación 2)
- 2017: Aya Nakamura feat. Dadju - Fuego (sobre el álbum Periódico Íntimo)
- 2017: Alonzo feat. Dadju - La paz no ha  de premio (sobre el álbum 100%)
- 2017: Abou Debeing feat. Dadju - Es no bueno
- 2017: Naza feat. Dadju & Aya Nakamura - Mí verifico (sobre el álbum Increíble)
- 2017: Black M feat. Dadju - Todo transcurre después media noche (sobre la reedición del álbum Eterno Insatisfait)
- 2018: Dry feat. Dadju - Tanto peor
- 2018: Maestro Gims feat. Dadju - Callado no lo veo  (sobre el álbum Cinturón Negro)
- 2018: Lefa feat. Dadju & S.pri Negra - Yo me téléporte (sobre el álbum 3 Del Mat)
- 2018: Naestro feat. Maitre Gims, Vitaa, Dadju & Slimane - Bella ciao
- 2018: MHD feat. Dadju - Bebé (sobre el álbum 19)

| Año  | Premio           | Categoría                     | Resultado |
| ---- | ---------------- | ----------------------------- | --------- |
| 2018 | NRJ Music Awards | Revelación francófona del año | Ganador   |

- 5 de mayo de 2017: Reine
- 27 de octubre de 2017: Ma fierté (feat. Maestro Gims & Alonzo)
- 10 de noviembre de 2017: Intuition
- 17 de noviembre de 2017: Comme si de rien n'était
- 24 de noviembre de 2017: Seconde Chance
- 21 de enero de 2018: Sous contrôle (feat. Niska)
- 11 de febrero de 2018: Mafuzzy Style
- 7 de marzo de 2018: Bob Marley
- 11 de mayo de 2018: Django (feat. Franglish)
- 29 de agosto de 2018: Lionne
- 5 de octubre de 2018: Sans thème remix (feat. Alonzo, Naza, Mhd & Vegedream)
- 5 de octubre de 2018: Jaloux